# Kuwait nos Jogos Olímpicos de Verão da Juventude de 2010
O Kuwait participou dos Jogos Olímpicos de Verão da Juventude de 2010 em Cingapura. Sua delegação foi composta de três atletas que competiram em igual número de esportes esportes. No entanto, os atletas kuwaitianos tiveram que competir sob a bandeira olímpica, uma vez que o Comitê Olímpico do Kuwait estava suspenso pelo Comitê Olímpico Internacional devido a interferências governamentais.

## Medalhistas
| Medalha | Nome               | Esporte | Evento                | Data         |
| ------- | ------------------ | ------- | --------------------- | ------------ |
| Bronze  | Abdullah Altuwaini | Natação | 50 m costas masculino | 18 de agosto |

## Atletismo
| Evento                        | Atleta       | Qualificação | Qualificação | Final      | Final        |
| Evento                        | Atleta       | Resultado    | Posição      | Resultado  | Posição      |
| ----------------------------- | ------------ | ------------ | ------------ | ---------- | ------------ |
| 400 m com barreiras masculino | Yousef Karam | Não largou   | -- (-- q1)   | Não largou | -- (Final C) |

## Natação
| Evento                 | Atleta             | Qualificação | Qualificação | Semifinais  | Semifinais  | Final           | Final             |
| Evento                 | Atleta             | Resultado    | Posição      | Resultado   | Posição     | Resultado       | Posição           |
| ---------------------- | ------------------ | ------------ | ------------ | ----------- | ----------- | --------------- | ----------------- |
| 100 m livre masculino  | Abdullah Altuwaini | 52.74        | 30º (8º q7)  | Não avançou | Não avançou | Não avançou     | Não avançou       |
| 200 m livre masculino  | Abdullah Altuwaini | Não largou   | -- (-- q6)   |             |             | Não avançou     | Não avançou       |
| 50 m costas masculino  | Abdullah Altuwaini | 26.62        | 4º (2º q1)   |             |             | 26.46           | Medalha de bronze |
| 100 m costas masculino | Abdullah Altuwaini | 57.88        | 10º (4º q4)  | 57.41       | 8º (4º sf1) | Desclassificado | --                |

## Tiro
| Evento                       | Atleta         | Qualificação | Qualificação | Qualificação | Qualificação | Qualificação | Qualificação | Final | Final | Final | Final | Final | Final | Final | Final | Final | Final | Final       | Final | Final      |
| Evento                       | Atleta         | 1            | 2            | 3            | 4            | Total        | Pos.         | 1     | 2     | 3     | 4     | 5     | 6     | 7     | 8     | 9     | 10    | Total final | Total | Pos. final |
| ---------------------------- | -------------- | ------------ | ------------ | ------------ | ------------ | ------------ | ------------ | ----- | ----- | ----- | ----- | ----- | ----- | ----- | ----- | ----- | ----- | ----------- | ----- | ---------- |
| Carabina de ar 10 m feminino | Hessah Alzayed | 97           | 97           | 97           | 100          | 391          | 8º           | 10.3  | 9.7   | 9.9   | 10.5  | 10.6  | 10.3  | 9.4   | 10.5  | 10.6  | 9.9   | 101.7       | 492.7 | 8º         |